# Christoffer Remmer
Christoffer Remmer (Hvidovre, Dinamarca, 16 de enero de 1993) es un futbolista danés. Juega de defensor y su equipo actual es el KVC Westerlo de la Segunda División de Bélgica.

## Selección nacional
| Selección        | Año         | PJ | Goles |
| ---------------- | ----------- | -- | ----- |
| Selección sub-19 | 2012        | 6  | 0     |
| Selección sub-21 | 2015 - 2017 | 7  | 2     |

## Clubes
| Club          | País      | Año         |
| ------------- | --------- | ----------- |
| FC Copenhague | Dinamarca | 2012 - 2016 |
| Molde FK      | Noruega   | 2016 - 2019 |
| KVC Westerlo  | Bélgica   | 2019 -      |